# Саймон Буабре
Саймон Наделья Буабре (фр. Saïmon Nadélia Bouabré, нар. 1 червня 2006, Сент-Етьєн, Франція) — французький футболіст, атакувальний півзахисник клубу «Монако».

## Ігрова кар'єра

### Клубна
Саймон Буабре народився у Сент-Етьєні і грати у футбол почав в молодіжній команді місцевого клубу «Сент-Етьєн». У 2021 році футболіст приєднався до молодіжної команди клубу «Монако». В останньому турі сезону 2023/24 в матчі проти «Нанта» Буабре дебютував на професійному рівні в елітному дивізіоні Франції.

### Збірна
У 2023 році в складі юнацької збірної Франції (U-17) Саймон Буабре брав участь у юнацькому чемпіонаті Європи в Угорщині, де його команда дісталася фіналу.
Восени того ж року разом зі збірної Франції (U-17) Буабре став віцечемпіоном світу на юнацькому чемпіонаті світу в Індонезії.
На обох чемпіонатах Саймон Буабре потрапляв до символічних збірних турніру.

## Титули
Франція (U-17)
 Віцечемпіон Європи: 2023
 Віцечемпіон світу: 2023